# Apohya campbelli
Genre
Espèce
Apohya campbelli, unique représentant du genre Apohya, est une espèce de pseudoscorpions de la famille des Bochicidae.

## Distribution
Cette espèce est endémique du Tamaulipas au Mexique. Elle se rencontre vers Jiménez.

## Description
La femelle holotype mesure 3,0 mm.

## Étymologie
Cette espèce est nommée en l'honneur de Glenn Dennis Campbell.

## Publication originale
- Muchmore, 1973 : New and little known pseudoscorpions, mainly from caves in Mexico (Arachnida, Pseudoscorpionida). Bulletin of the Association for Mexican Cave Studies, vol. 5, p. 47-62.